# Kate Turabian
Kate Larimore Turabian (nascida Laura Kate Larimore; 26 de fevereiro de 1893 – 25 de outubro de 1987) foi uma educadora estadunidense, conhecida por seu livro A Manual for Writers of Research Papers, Theses, and Dissertations. Em 2013 a University of Chicago Press publicou a 8ª edição do livro. A University of Chicago Press estima que as várias edições deste livro venderam mais de 8 milhões de cópias desde sua publicação em 1937. Em 2016 uma análise de mais de um milhão de ementas de cursos colegiais nos Estados Unidos revelou que Turabian é a mais citada autora feminina devido a este livro.
Turabian foi secretária para dissertações da graduate school da Universidade de Chicago de 1930 a 1958. A escola exigia sua aprovação para toda dissertação de mestrado e tese de doutorado. As várias edição de seu manual de redação apresenta e segue muito proximamente o Manual de Estilo de Chicago ("Chicago style") da Universidade de Chicago.